# Đảng Cách mạng Quốc gia Triều Tiên
Đảng Cách mạng Quốc gia Triều Tiên (tiếng Hàn Quốc: 조선민족혁명당, Minjok Hyǒngmyǒng-dang) hoặc KNRP, là một đảng dân tộc chủ nghĩa được hình thành bởi những người lưu vong ở Thượng Hải vào năm 1935 để chống lại sự chiếm đóng  Hàn Quốc của Nhật Bản. Ban đầu đây là chính đảng dân tộc chủ nghĩa của Triều Tiên, nhưng khi Chiến tranh Trung-Nhật (1937–45) tiến triển, Đảng Quốc dân Triều Tiên đối thủ, sau này là Đảng Độc lập Hàn Quốc, đã giành được nhiều ảnh hưởng hơn với chính phủ Quốc dân Đảng ở Trùng Khánh và nắm quyền thống trị Chính phủ lâm thời Hàn Quốc. KNRP của Hoa Kỳ là một nhân tố quan trọng như một nguồn tài chính và một liên kết với chính phủ Hoa Kỳ. KNRP bị giải thể vào năm 1947.

## Bối cảnh và thành lập

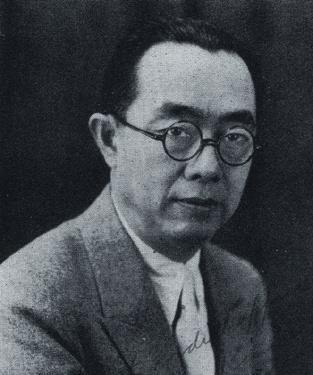
Kim Kyu-sik, một trong những người sáng lập đảng

Sau Chiến tranh Trung-Nhật lần thứ nhất năm 1894–95, ảnh hưởng của Nhật Bản tại Hàn Quốc đã tăng lên một cách ổn định. Nhật Bản sáp nhập hoàn toàn Hàn Quốc vào năm 1910. Chính phủ Lâm thời Hàn Quốc (KPG) được thành lập tại Thượng Hải vào ngày 10 tháng 4 năm 1920, với Syngman Rhee được chỉ định làm thủ tướng. KPG đã bị tách ra bởi những bất đồng giữa những người Cộng sản, những người dân chủ tự do và những người cực hữu. Sau khi người Nhật chiếm Mãn Châu Quốc vào năm 1931, chính phủ Trung Quốc đã hỗ trợ những người theo chủ nghĩa dân tộc Hàn Quốc. Liên đoàn Thống nhất Mặt trận Chống Nhật Bản được thành lập vào ngày 10 tháng 11 năm 1932, song những bất đồng vẫn tồn tại.

Trong nỗ lực hình thành một mặt trận thống nhất, Đảng Cách mạng Quốc gia Triều Tiên (KNRP) được thành lập tại Thượng Hải vào năm 1935 thông qua một nhóm các đảng dân tộc chủ nghĩa cánh tả của Triều Tiên. Các nhà sáng lập đảng bao gồm Kim Kyu-sik, Kim Won-bong và Jo So-ang. Nhóm sáng lập mạnh nhất là Uiyǒldan, và thủ lĩnh Kim Won-bong đã trở thành thủ lĩnh của đảng mới. Đảng có một mặt trận quân sự với mục tiêu chấm dứt sự thống trị của đế quốc Nhật Bản. Khi gia nhập KNRP, Đảng Cách mạng Triều Tiên có một đội quân nhỏ. với khoảng 400 vũ khí và 1.000 binh lính. Khoảng 200 binh sĩ của đảng đã ở lại Mãn Châu. Chương trình chính trị của KNRP đã biện minh cho việc trang bị vũ khí cho quần chúng cho cuộc kháng chiến vũ trang trong cơ quan Cách mạng Quốc gia của nó như sau,
Mặt trận thống nhất quốc gia không thể bị kiểm soát bởi "chủ nghĩa" hoặc chương trình chính trị của bất kỳ giai cấp cụ thể nào. Nếu, trong những hoàn cảnh như hiện tại khi "chủ nghĩa" và chương trình chính trị đối nghịch nhau, chúng ta cố gắng kiểm soát tất cả mọi người bằng "chủ nghĩa" hoặc chương trình chính trị của một giai cấp cụ thể, chúng ta sẽ kết thúc với việc một giai cấp cụ thể thực hiện chế độ độc tài trên quốc gia hoặc với tất cả các thành phần của dân tộc trừ giai cấp cụ thể đó bị loại khỏi mặt trận thống nhất của phong trào dân tộc.

## Thời kỳ trước chiến tranh (1935–1937)

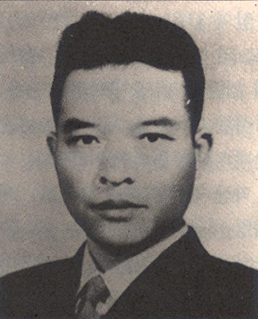
Kim Won-bong, lãnh đạo chính

Từ năm 1933 trở đi, chính phủ Quốc dân đảng Trung Quốc đã nhiều lần nhượng bộ các yêu cầu của Nhật Bản, bao gồm cả Thỏa thuận He-Umezu vào tháng 6 năm 1935 nhằm loại bỏ quân đội và quan chức chống đối. KNRP đã quyết định cử các đặc vụ được đào tạo tới Hàn Quốc, Bắc Trung Quốc và Mãn Châu để tạo ra sự nhầm lẫn thông qua việc ám sát các quan chức Nhật Bản và phá hủy các cơ sở quân sự. Mười lăm điệp viên đã được gửi đến Mãn Châu vào tháng 3 năm 1936, và cuối năm đó, bốn mươi hoặc năm mươi điệp viên khác đã được gửi đến Triều Tiên, Bắc Trung Quốc và Mãn Châu.
Đã có những căng thẳng giữa Kim Won-bong và Yi Chong-chon, người đứng đầu bộ phận quân sự KNRP. Kim Won-bong có nhiều ảnh hưởng hơn ở Nam Kinh, nhưng Yi Chong-chon có nhiều quyền lực hơn ở Mãn Châu.  Về mặt ý thức hệ, Yi Chong-chon gần với phái hữu Kim Koo hơn là với Kim Won-bong. Vào tháng 8 năm 1936, một âm mưu trái phép của Kim Won-bong nhằm sử dụng bom chống lại chính phủ Quốc dân đảng và người Nhật đã bị phát hiện. Những người ủng hộ Yi Chong-chon đã sử dụng vụ việc để cố gắng trục xuất Kim Won-bong khỏi KNRP.
Vào tháng 10 đến tháng 11 năm 1935, những người theo Kim Koo và những người khác từ chối tham gia mặt trận thống nhất hoặc những người đã đào thoát khỏi đảng bắt đầu nhóm họp với tư cách là "Phiên họp tạm thời của Hội đồng lập pháp Chính phủ lâm thời", và thành lập một nội các bộ trưởng. Chính phủ Lâm thời Hàn Quốc (KPG) tấn công KNRP và thành lập một đảng mới, Đảng Quốc gia Hàn Quốc, với Kim Gu làm chủ tịch đảng. KPG ủng hộ cách tiếp cận ngoại giao trái ngược với hành động du kích và liên kết với Hoa Kỳ, trong khi KNRP liên kết với Liên Xô. Chính phủ Lâm thời và Đảng Quốc đại Triều Tiên có ít tín đồ và đạt được ít thành tựu trước năm 1937. Năm 1937, một cánh tả của KNRP tách ra để thành lập Mặt trận Quốc gia Hàn Quốc do Choe Chang-ik và những người khác đứng đầu.

## Chiến tranh Trung-Nhật (1937–1945)

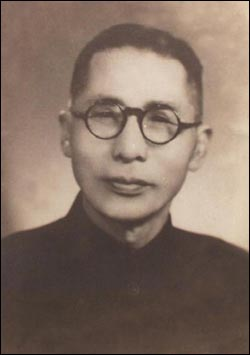
Kim Koo, lãnh đạo phe cực hữu đối lập của KNRP

Xung đột giữa Nhật Bản và Trung Quốc bắt đầu từ sự kiện Lư Câu Kiều vào ngày 7 tháng 7 năm 1937. Vào thời điểm này, hai đảng lưu vong chính của Triều Tiên là Đảng Độc lập cực hữu Hàn Quốc (Han-guk Dong-ripDang), hay KIP, được hỗ trợ bởi Kim Koo, Jo So-ang và Ji Cheong-cheon và Đảng Cánh tả Quốc gia Cách mạng Hàn Quốc (KNRP) do Kim Yak-san và Kim Kyu-sik lãnh đạo. Ngày 10 tháng 7 năm 1937, chính phủ Trung Quốc mời Kim Won-bang, Kim Koo và các nhà lãnh đạo Triều Tiên khác đến dự một hội nghị tại Lushan, nơi những người Triều Tiên chấp nhận một đề nghị số tiền lớn và đồng ý ủng hộ một mặt trận thống nhất chống Nhật Bản.
Vào tháng 9, các nhà lãnh đạo Triều Tiên đã được gọi lại và yêu cầu điều động những người trẻ tuổi Triều Tiên làm nhiệm vụ tình báo. Vào ngày 1 tháng 12 năm 1937, 38 nam thanh niên Triều Tiên đã được ghi danh vào đơn vị huấn luyện đặc biệt của Học viện Quân sự Shengtze ở Nam Kinh. Phần lớn là từ KNRP. Chính phủ Trung Quốc rời Thượng Hải vào ngày 8 tháng 11 năm 1937 và Nam Kinh vào ngày 13 tháng 12 năm 1937. Hầu hết người dân Triều Tiên của cả hai đảng chính đều theo chính phủ rút lui. Trước đó, họ đã thành lập một liên đoàn. Vào tháng 5 năm 1938, có một nỗ lực bất thành nhằm ám sát Kim Koo. Quyền lực của những người theo chủ nghĩa dân tộc cánh hữu suy giảm sau vụ này cho đến năm 1940. KNRP đã thành lập Quân đoàn tình nguyện Hàn Quốc làm tổ chức quân sự của mình vào tháng 10 năm 1938, trên thực tế, lực lượng này do Hội đồng Quân sự Quốc gia Trung Quốc kiểm soát.
Vào tháng 5 năm 1939, hai nhà lãnh đạo Triều Tiên đã ban hành một "Thư ngỏ gửi các đồng chí và đồng bào", trong đó họ thú nhận rằng họ đã sai lầm khi không đoàn kết trong quá khứ và kêu gọi tất cả người dân Triều Tiên đoàn kết. Họ chủ trương hợp nhất tất cả các tổ chức hiện có thành một tổ chức thống nhất mới. Tuy nhiên, những người theo phe trái và phải của họ đã chống lại sự thống nhất.  KIP thành lập Quân đội Khôi phục Triều Tiên (KRA) vào tháng 9 năm 1939, mà Kim Ku muốn giữ lại như một đơn vị độc lập, mà không được chính phủ Trung Quốc chấp thuận trước.
Chính phủ Trung Quốc muốn kết hợp KIP và KNRP lại với nhau. Khi điều này tỏ ra khó khăn, từ năm 1941 trở đi, họ đã ủng hộ KIP của Kim Koo. Vào mùa hè năm 1941, một số thành viên của KNRP và chi nhánh quân sự của nó, Quân đoàn tình nguyện Hàn Quốc, đã chuyển đến khu vực Đảng Cộng sản Trung Quốc ở Tây Bắc Trung Quốc. Mặc dù chính phủ Quốc dân đảng Trung Quốc vẫn không coi KNRP là một tổ chức cấp tiến, nhưng họ bắt đầu ủng hộ nhóm của Kim Ku. Vào những năm 1940, KNRP, với các thành viên nói chung là những người lưu vong trẻ hơn và tiến bộ hơn, đã thách thức quyền lực của Chính phủ Lâm thời Hàn Quốc (KPG) ở Trùng Khánh. Có nguồn tin cho rằng Kim Koo đã "chấp nhận các thỏa thuận từ chính phủ Trung Quốc nhằm hạn chế phong trào cách mạng Triều Tiên để đổi lấy một khoản trợ cấp hàng tháng." KNRP nhận được sự hỗ trợ từ Trung Quốc để thành lập Quân đội Khôi phục Triều Tiên, có 3.600 quân vào năm 1943. Đội quân này được tổ chức ở các khu vực hậu phương, nhưng tham gia vào các hoạt động tuyên truyền, tình báo và du kích ở một mức độ hạn chế.
Vào tháng 10 năm 1942, hai trong số những người cánh tả được kết nạp vào Hội đồng quốc gia của Chính phủ lâm thời ở Trùng Khánh là Kim Kyu-sik và Chang Kon-sang. Những người cánh tả bất hợp tác và việc sửa đổi hiến pháp bị trì hoãn cho đến tháng 4 năm 1944. Trong cuộc bầu cử diễn ra sau Đảng Độc lập Hàn Quốc đã giành được tám ghế trong hội đồng, KNRP đã giành được bốn ghế, và một ghế thuộc về Liên đoàn Giải phóng Nhân dân Triều Tiên và một người theo chủ nghĩa vô chính phủ. Kim Koo vẫn giữ chức chủ tịch, Kim Kyu-sik là phó chủ tịch và Kim Won-bong được bổ nhiệm làm Bộ trưởng Bộ Quân sự.

## Hậu chiến (1945-1947)
Sau khi Nhật Bản bị đánh bại, Mỹ và Liên Xô đã đồng ý về việc phân chia tạm thời Triều Tiên với vĩ tuyến 38 làm ranh giới phân chia cho đến khi một chính phủ thống nhất của Triều Tiên có thể được thành lập. Kim Kyu-sik đã gặp Kim Nhật Thành của Triều Tiên và kêu gọi ông ủng hộ một Triều Tiên thống nhất, độc lập. Tại một hội nghị ở Mátxcơva vào tháng 12 năm 1945 tại, Hàn Quốc đã đồng ý đặt Triều Tiên dưới chế độ ủy thác lên đến 5 năm, một thỏa thuận bị người dân Triều Tiên thuộc mọi khuynh hướng chính trị phản đối mạnh mẽ. Syngman Rhee nổi lên như một nhà lãnh đạo ôn hòa và bảo thủ ở miền nam, trong khi Kim Nhật Thành được người Nga ở miền bắc ủng hộ. KNRP bị giải thể vào năm 1947.

## Hoa Kỳ

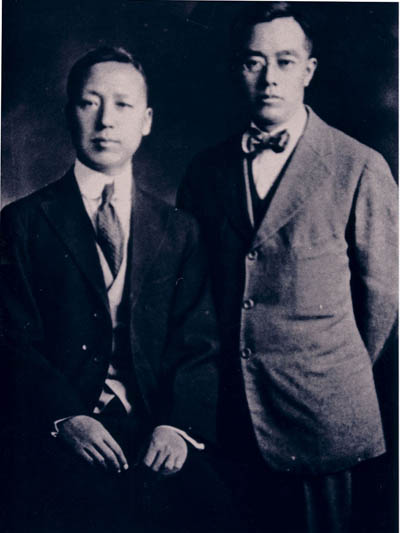
Syngman Rhee (trái) and Kim Kyu-sik (phải) ở Thượng Hải, thập niên 1930

Một nhóm sinh viên Hàn Quốc ở Nam California đã bắt đầu nhóm họp tại Friday Forum ngay trước khi chiến tranh Trung-Nhật bùng nổ để thảo luận về tình hình. Họ đi đến kết luận rằng tương lai của Hàn Quốc nằm ở khối Cộng sản, không phải với Mỹ và các nước tư bản phương Tây. Cuối cùng, họ trở thành chi nhánh Bắc Mỹ của KNRP, quyên tiền để hỗ trợ các nhà cách mạng Hàn Quốc ở Trung Quốc và khuyến khích các thành viên tình nguyện cho Quân đội Khôi phục Triều Tiên.
Tại Mỹ, Hiệp hội Quốc gia Hàn Quốc (KNA) và hầu hết những người nhập cư Triều Tiên được thành lập đã ủng hộ Đảng Độc lập cực hữu của Triều Tiên. KNRP và Liên đoàn Nhân dân Trung-Triều, được thành lập ở Hawaii vào đầu những năm 1930, đại diện cho thiểu số cánh tả nhỏ là người Mỹ gốc Hàn. Những người ủng hộ nước này đã tham gia gây quỹ để giúp đỡ các nỗ lực quân sự ở Trung Quốc và tổ chức các cuộc biểu tình phản đối Nhật Bản. Soon Hyun (1879–1968) thành lập và trở thành chủ tịch của chi nhánh ở Hawaii của KNRP. Năm 1940, ông làm việc chặt chẽ với Kim Kyu-sik và Kim Koo ở Trùng Khánh. Năm 1946, sau khi Hàn Quốc được giải phóng khỏi Nhật Bản và đặt dưới sự quản lý của chính phủ quân sự Mỹ, Soon Hyun bị từ chối cho phép quay trở lại Hàn Quốc, có lẽ vì vị trí của ông trong đảng.
Giáo sĩ Giám lý Lee Kyungsun đứng đầu Hiệp hội Viện trợ Trung Quốc, Hiệp hội Viện trợ Quân đoàn Tình nguyện Hàn Quốc ở Trung Quốc và chi nhánh Mỹ (Los Angeles) của KNRP, những tổ chức ủng hộ hành động vũ trang. Sau đó, ông gia nhập Đảng Cộng sản Hoa Kỳ, và năm 1949 trở về Bắc Triều Tiên. Kilsoo Haan của Liên đoàn Nhân dân Trung-Triều Hawaii đã cố gắng liên kết mình với KNRP trên đất liền, nhưng họ không coi trọng ông. Tiến sĩ Syngman Rhee, người đã tuyên bố đại diện cho KPG, sẽ không hợp tác với Kilsoo Haan. Các cơ quan tình báo Mỹ nghi ngờ động cơ và quyền hạn của Kilsoo Haan, và không chắc liệu có ai trong số những người lưu vong có thể thành lập một chính phủ khả thi ở Hàn Quốc sau khi Nhật Bản bị đánh bại hay không.
Vào mùa xuân năm 1941, Ủy ban Hàn Quốc thống nhất tại Mỹ (UKC) được thành lập để thống nhất tất cả các nhóm người Hàn Quốc ở Hoa Kỳ và Hawaii. Nhiệm vụ của UKC là hỗ trợ KPG ở Trung Quốc và Syngman Rhee, giám đốc Ủy ban Hàn Quốc của KPG ở Washington, DC. UKC hiểu rằng vì người Hàn Quốc ở Mỹ được phân loại là công dân Nhật Bản nên tình trạng của họ sẽ không chắc chắn khi Mỹ tham gia. cuộc chiến chống Nhật. Rõ ràng rằng tổ chức này "tự nguyện được thúc đẩy bởi lòng yêu nước và hơn nữa là các nỗ lực chiến tranh chống lại Nhật Bản" và sẽ hỗ trợ Liên Hợp Quốc trong việc khôi phục nền độc lập của Hàn Quốc.
UKC bao gồm các Hiệp hội Quốc gia Hàn Quốc ở Bắc Mỹ và Hawaii và Trụ sở Trung ương của Tongjihoe của Hawaii với Liên đoàn Nhân dân Trung-Hàn nhỏ hơn ở Hawaii, Đảng Độc lập Hàn Quốc, KNRP của Los Angeles, Hội Phụ nữ Yêu nước Hàn Quốc ở Los Angeles, Phụ nữ Hàn Quốc Hội Cứu trợ Hawaii và Liên đoàn Độc lập Hawaii của Hàn Quốc. Các nhóm thành viên vẫn còn nguyên vẹn và tiếp tục các chương trình nội bộ của họ, nhưng UKC sẽ quản lý tất cả các hoạt động chính trị và ngoại giao của phong trào độc lập Triều Tiên.
KNRP cung cấp quỹ cho Hiệp hội Cơ đốc giáo Hàn Quốc, tổ chức này đã gửi các gói chăm sóc cho những người Mỹ gốc Hàn đã gia nhập quân đội, cũng như Nhà thờ Giám lý Hàn Quốc ở Los Angeles (KMCLA). KNRP của Mỹ bắt đầu xuất bản một tờ báo hàng tuần bằng tiếng Anh và tiếng Hàn vào ngày 6 tháng 10 năm 1943.  Độc lập của Hàn Quốc được sản xuất tại Los Angeles trong khuôn viên trên Đại lộ Tây Jefferson. Diamond Kimm là tổng giám đốc. Kilsoo Haan đã đóng góp các bài báo cho tờ báo phản ánh quan điểm cánh tả và Cơ đốc giáo của ông. Tổ chức này hoạt động vì nền độc lập của Hàn Quốc trong Chiến tranh Thái Bình Dương, và thường xuất bản các bài xã luận ủng hộ nỗ lực của Mỹ trong cuộc đấu tranh chống Nhật Bản. Sau khi chiến tranh kết thúc vào tháng 8 năm 1945, tờ báo bắt đầu đăng các bài xã luận phản đối chính phủ quân sự Mỹ ở Hàn Quốc.
Cục Điều tra Liên bang (FBI) và Dịch vụ Di trú và Nhập tịch đặt dưới sự giám sát. FBI, Cơ quan Nhập cư và Nhập tịch và Ủy ban Hoạt động Người Mỹ không thuộc Hạ viện bắt đầu quấy rối các nhà lãnh đạo Friday Forum, trục xuất hoặc bỏ tù họ. Người lãnh đạo Friday Forum cuối cùng rời đi Triều Tiên vào năm 1957 và phong trào tan rã.